# Chimica bioortogonale
Il termine chimica bioortogonale si riferisce a qualsiasi reazione chimica che avvenga all'interno di un organismo vivente senza interagire né interferire con i numerosissimi processi biochimici naturali concomitanti. Il termine bioortogonale è stato coniato da Carolyn R. Bertozzi nel 2003. Fin dalla sua introduzione, la chimica bioortogonale ha permesso di studiare biomolecole come glicani, proteine, e lipidi in tempo reale in sistemi viventi senza creare problemi di tossicità cellulare.
La chimica bioortogonale permette di studiare molecole biologiche nel loro ambiente naturale. Tipicamente l'utilizzo della chimica bioortogonale avviene in due fasi. In primo luogo si inserisce un gruppo funzionale estraneo (detto reporter chimico) in un substrato biologico; i substrati possono essere metaboliti, inibitori enzimatici, ecc. Il reporter chimico non deve alterare in modo significativo la struttura del substrato per evitare di comprometterne la normale attività biologica. Successivamente il substrato biologico funzionalizzato viene marcato tramite una reazione chimica bioortogonale, legando al reporter un gruppo funzionale complementare collegato ad una sonda opportuna (ad esempio un marcatore fluorescente).

Marcatura bioortogonale di una cellula. Nella prima reazione la cellula viene funzionalizzata con il reporter chimico X. Nella seconda reazione il reporter X reagisce con il gruppo Y, a sua volta legato ad una sonda opportuna (la stella). Il processo è considerato bioortogonale quando i due componenti X e Y non perturbano in alcun modo il normale funzionamento chimico della cellula.

## Requisiti di una reazione bioortogonale
Una reazione deve soddisfare a numerosi requisiti per poter essere considerata bioortogonale:
- Selettività: la reazione tra gruppi funzionali endogeni deve essere selettiva in modo da evitare reazioni collaterali con i composti biologici.
- Inerzia biologica: i gruppi che reagiscono e il legame risultante non devono disturbare in alcun modo la funzionalità chimica presente nell'organismo in esame.
- Inerzia chimica: il legame covalente formato deve essere forte e inerte rispetto alle reazioni biologiche.
- Cinetica: la reazione deve essere veloce in modo da formare il legame covalente prima che la sonda sia metabolizzata e smaltita. La reazione deve essere veloce nella scala temporale dei processi cellulari (minuti) per evitare la competizione con reazioni che possono diminuire i segnali deboli di specie meno abbondanti. Le reazioni veloci offrono anche una risposta rapida, come necessario per monitorare con precisione processi dinamici.
- Biocompatibilità: la reazione deve essere atossica e deve avvenire in condizioni biologiche, tenendo presente pH, ambiente acquoso e temperatura. La farmacocinetica è un aspetto sempre più importante dato che la chimica bioortogonale si sta estendendo a modelli animali vivi.
- Accessibilità: deve essere possibile modificare chimicamente la biomolecola di interesse per incorporarvi il reporter chimico. Idealmente uno dei gruppi funzionali deve essere molto piccolo in modo da non alterare il comportamento naturale.

## Reazioni utilizzate
La prima reazione utilizzata in chimica bioortogonale per la marcatura di substrati biologici è stata la legatura di Staudinger, introdotta da Bertozzi nel 2000. Questa reazione è basata sulla classica reazione di Staudinger tra azidi e triarilfosfine, due gruppi funzionali completamente abiotici. La legatura di Staudinger è stata impiegata in vivo sia in cellule che in topi, ma non è più molto usata.
Successivamente fu introdotta una variante della cicloaddizione di Huisgen azide-alchino, ora nota come click chemistry senza rame. In questo caso la reazione avviene tra i gruppi azide e cicloottino.
I seguito sono state sviluppate numerose altre reazioni che soddisfano i criteri di bioortogonalità. Un elenco parziale comprende: 
- la reazione tra nitroni e cicloottini[8]
- la formazione di ossime o idrazoni da aldeidi e chetoni[9]
- la legatura della tetrazina con il trans-cicloottene[10]
- la reazione "click" basata su isocianuri e tetrazine[11]
- la legatura tra quadriciclano e complessi di nichel bis(ditiolene)[12]
- la reazione di accoppiamento di Sonogashira[13]